# Kitaro dei cimiteri
Kitaro dei cimiteri (ゲゲゲの鬼太郎?, Gegege no Kitarō) è un manga creato nel 1959 da Shigeru Mizuki. È conosciuto soprattutto per aver reso popolari gli yōkai, creature leggendarie del folklore giapponese, sorta di fantasmi-mostri a cui possono essere ricondotti tutti i personaggi della serie. Nel corso degli anni, il manga è stato adattato in numerosi anime, film e videogiochi, al punto che una nuova serie di anime è stata realizzata per ogni decennio dagli anni 1960 in poi.
Il titolo della storia originale è Hakaba no Kitarō (墓場鬼太郎?), che può essere tradotto come "Kitarō del cimitero". La storia è quella di una leggenda giapponese risalente all'inizio del XX secolo raccontata dai kamishibai. Il nome "GeGeGe" fu scelto dai produttori della Toei Animation al momento di realizzare una serie animata per via del particolare modo di raccontare la storia di Kitaro da parte del suo autore Shigeru Mizuki. Con questo titolo sono state prodotto sei serie animate dal 1968 al 2018 mentre, nel gennaio 2008, il manga originale è stato adattato in una mini serie anime intitolata Hakaba no Kitarō e dunque considerata uno spin-off. Sono inoltre usciti 11 film animati e 2 film live action.

## Personaggi
Kitarō (鬼太郎?)

Kitarō nell'anime

Doppiato da: Masako Nozawa (1968-1969, 1971-1972, 2008), Keiko Toda (1985-1988), Yōko Matsuoka (1996-1998), Minami Takayama (2007-2009), Miyuki Sawashiro (2018-2019), Rica Matsumoto (PlayStation)
Kitarō è un ragazzo yōkai nato in un cimitero e, a parte il padre, l'ultimo membro in vita della tribù dei fantasmi (幽霊族?, yūrei zoku). Ha perso il proprio occhio sinistro, ma i capelli di solito coprono l'orbita vuota. Combatte per mantenere la pace tra gli uomini e gli yōkai, cosa che generalmente consiste nel proteggere i primi dalle insidie di questi ultimi. Quando gli è stato chiesto nel film del 2007, Kitarō ha risposto di avere 350 anni di età.
Kitarō ha un grande assortimento di strane armi a propria disposizione, fra cui:
- Sandali geta telecomandati
- Una mano staccabile, anch'essa telecomandata
- Un magico chanchanko che protegge dai danni chiunque lo indossi; a volte sembra agisca di propria iniziativa, colpendo i nemici o aiutando gli amici, anche quando non è Kitaro a comandarlo.
- Capelli spinosi che possono essere usati come frecce
- Un altro capello che può fungere da antenna per la rilevazione di attività spiritiche
- Più ciocche dei suoi capelli possono essere usate come una lancia o una spada
- Una ocarina magica (di solito usata per invocare Ittan Momen), che contiene un bastone, una frusta ed a volte viene suonata per sconfiggere alcuni fantasmi.
- Il potere dell'elettrocuzione, di solito impiegato quando un nemico è bloccato o Kitaro non è più in grado di usare altre armi.
- Può sparare raggi spirituali dalle dita, imitando una pistola.

Medama-oyaji (目玉のおやじ o 目玉親父? lett. "Padre bulbo oculare")
Doppiato da: Isamu Tanonaka (dal 1968 al 2007), Masako Nozawa (2018-2019)
Medama-oyaji è il padre di Kitaro. Una volta un fantasma adulto completamente formato, morì per una malattia, per poi rinascere nella forma di una versione antropomorfa del proprio bulbo oculare. È all'apparenza debole e fragile, ma è dotato di un forte spirito e di un grande amore per il figlio. È inoltre un grande esperto di mostri e fantasmi. Gli piace essere sempre pulito, ed è spesso mostrato mentre fa il bagno in una piccola ciotola. Ha un grande amore per il sakè.
Nezumi Otoko (ねずみ男? lett. "Uomo topo")
Doppiato da: Chikao Ōtsuka (1968-1969, 1971-1972, 2008), Kei Tomiyama (1985-1988), Shigeru Chiba (1996-1998), Wataru Takagi (2007-2009), Toshio Furukawa (2018-2019), Nachi Nozawa (PlayStation)
Nezumi Otoko è un mezzosangue yōkai-umano dall'aspetto simile a quello di un roditore. Ha vissuto per 360 anni, ed in tutto quel tempo non si è quasi mai lavato, rendendosi sporco, maleodorante, e coperto di lividi e piaghe. Dichiara di essere laureato presso l'Università del Bizzarro (怪奇大学?, Kaiki Daigaku). È in grado di immobilizzare anche il più potente yokai che lo affronta con il suo attacco della flatulenza pungente. Similarmente a quanto accade fra gatti e topi, lui e Nekomusume non si sopportano a vicenda.
Neko Musume (猫娘 o ねこ娘? lett. "Ragazza gatto")
Doppiata da: Yoko Kogushi (1971-1972), Yūko Mita (1985-1988), Chinami Nishimura (1996-1998), Hiromi Konno (2007-2009), Yūko Miyamura (PlayStation), Shōko Nakagawa (2008), Umeka Shouji (2018-2019)
Normalmente è una tranquilla ragazza yōkai, si trasforma in un gatto-mostro spaventoso dotato di zanne ed occhi felini, quando è arrabbiata o ha fame di pesce. Prevedibilmente, essendo lei una gatta non va d'accordo con il roditore Nezumi Otoko. Sembra avere una cotta per Kitarō, che però la considera solo un'amica. Negli adattamenti più recenti dell'anime (probabilmente per via del fenomeno del fanservice), Neko Musume sembra essere particolarmente interessata alla moda umana e alle uniformi. Ha una certa somiglianza con il bakeneko del folklore giapponese.
Sunakake Babaa (砂かけ婆? lett. "Strega lancia sabbia")
Doppiata da: Yoko Kogushi (1968-1972), Hiroko Emori (1985-1988), Keiko Yamamoto (1996-2009), Junko Hori (PlayStation)
Sunakake Babaa è una vecchia yōkai che porta sempre con sé della sabbia da lanciare negli occhi degli avversari per accecarli. Ha la funzione di consigliere per Kitarō ed i suoi amici, e gestisce una pensione per yōkai. La sunakake-baba originale era uno spirito che lanciava sabbia, del folclore della prefettura di Nara.
Konaki Jijii (子泣き爺? lett. "Vecchio piagnucolone")
Doppiato da: Ichirō Nagai (1968-1969, 1985-1988), Kōji Yada (1971-1972), Kōzō Shioya (1996-1998), Naoki Tatsuta (2007-2009), Takanobu Hozumi (PlayStation)
Konaki Jijii è un vecchio yōkai buffo e distratto, che attacca i propri nemici trasformandosi in pietra e scaraventandosi addosso. Spesso lui e Sunakake Babaa agiscono insieme. Il konaki jijii originale era un fantasma che appariva nelle foreste della prefettura di Tokushima nella forma di un neonato in lacrime. Una volta che veniva preso in braccio aumentava a dismisura il proprio peso.
Ittan Momen (一反木綿? lett. "Rotolo di cotone")
Doppiato da: Kōsei Tomita (1968-1969), Jōji Yanami (1985-1988, 2007-2009), Naoki Tatsuta (1996-1998), Ken'ichi Ogata (PlayStation)
Ittan Momen è uno yōkai volante che assomiglia ad un panno di stoffa bianca. Kitarō e gli altri spesso lo utilizzano anche come mezzo di trasporto per spostarsi. L'ittan-momen originale era uno spirito della prefettura di Kagoshima che si attaccava al volto degli umani per soffocarli.
Nurikabe (ぬりかべ? lett. "Parete intonacata")
Doppiato da: Kenji Utsumi (1968-1969), Yusaku Yara (1985-1988), Naoki Tatsuta (1996-1998, 2007-2009), Kousei Tomita (PlayStation)
Nurikabe è uno yōkai dall'aspetto di una larga parete dallo sguardo addormentato, che utilizza la propria mole per difendere Kitarō e gli altri dagli attacchi dei nemici. Il nurikabe originale era uno spirito che bloccava il passaggio delle persone che passeggiavano la notte.

## Media

### Kamishibai
La storia originale di Kitarō nasce nella forma di un kamishibai degli anni 1930 scritto da vari interpreti. Questa storia era intitolata Hakaba no Kitarō (Kitaro del cimitero) e Shigeru Mizuki non fu l'unico coinvolto nella nascita del personaggio. Tuttavia, dopo la seconda guerra mondiale nessun altro artista kamishibai si interessò ad adattare la storia in un manga.

### Manga
Hakaba no Kitarō fu pubblicato come manga nel 1959, ma venne giudicato troppo spaventoso per i bambini. Nel 1967, ribattezzato GeGeGe-no-Kitarō, riapparve su Shōnen Magazine ed andò avanti sino al 1969. La serie poi continuò su Shōnen Sunday, Shōnen Action, Shukan Jitsuwa e molte altre riviste.
| Nº | Titolo italiano | Data di prima pubblicazione | Data di prima pubblicazione |
| Nº | Titolo italiano | Giapponese                  |                             |
| 1  | Volume 1        | 10 maggio 1967              |                             |
| 2  | Volume 2        | 10 febbraio 1968            |                             |
| 3  | Volume 3        | 9 aprile 1968               |                             |
| 4  | Volume 4        | 10 maggio 1968              |                             |
| 5  | Volume 5        | 10 giugno 1968              |                             |
| 6  | Volume 6        | 9 novembre 1968             |                             |
| 7  | Volume 7        | 9 novembre 1968             |                             |
| 8  | Volume 8        | 10 febbraio 1969            |                             |
| 9  | Volume 9        | 10 febbraio 1969            |                             |

Nel 2002 GeGeGe-no-Kitarō fu tradotto in inglese da Ralph F. McCarthy e compilato da Natsuhiko Kyogoku per la Kodansha Bilingual Comics.
- Volume 1 ISBN 4-7700-2827-X
- Volume 2 ISBN 4-7700-2828-8
- Volume 3 ISBN 4-7700-2829-6

Un'edizione in italiano intitolata Kitaro dei cimiteri è stata curata da d/visual; a partire dal 2006 la casa editrice ha pubblicato tre volumi che raccolgono alcune delle prime storie originali del 1959.
- Volume 1, 17 maggio 2006, ISBN 978-4-86237-090-7[5]
- Volume 2, 7 febbraio 2008, ISBN 978-4-86237-091-4[6]
- Volume 3, 8 febbraio 2008, ISBN 978-4-86237-322-9[7]

Una nuova edizione in 3 volumi, pubblicata da J-Pop, è uscita tra fine 2018 e fine 2019.

### Anime (serie TV)
L'anime Gegege no Kitarō è stato trasmesso da Fuji Television in sei differenti serie con il medesimo titolo, tutte prodotte da Toei Animation, più una mini serie con titolo diverso sganciata simbolicamente dai tanti remake: 
- La prima di sessantacinque episodi è andata avanti dal 1968 al 1969 ed è l'unica ad essere trasmessa in bianco e nero;
- la seconda di quarantacinque episodi dal 1971 al 1972;
- la terza di centootto episodi dal 1985 al 1988;
- la quarta di centoquattordici episodi dal 1996 al 1998;
- la quinta di cento episodi dal 2007 al 2009;
- la sesta di 11 episodi nel 2008;
- Una settima serie, di 97 episodi, dal 1º aprile 2018 al 2020, diretta da Kōji Ogawa e scritta da Hiroshi Ohnogi, per celebrare il 50º anniversario dell'anime.

La sesta serie, ribattezzata Hakaba Kitarō è in realtà una mini serie andata avanti mentre era ancora in onda la quinta e, differentemente dalle precedenti, narra le origini di Kitaro e parla di Yūrei (幽霊?) traducibile come fantasmi o spettri, invece che di Yōkai (妖怪?), termine traducibile come demone e da sempre colonna portante delle serie TV di Kitaro che ha legittimato tantissimo tali creature in Giappone. Lo stile di quest'ultima è inoltre molto più serio, drammatico e orrorifico, rispetto a quello del solito GeGeGe no Kitaro che, seppur horror, ha sempre avuto uno stile adatto a ragazzi e bambini grazie ai toni da commedia. In realtà anche quest'ultima serie non è immune da qualche tono di demenzialità, a partire dall'incontro di Kitaro con lo stesso mangaka Shigeru Mizuki, nel penultimo episodio.

#### Colonna sonora
Sigle di apertura
1. Hakaba no Kitarō (墓場の鬼太郎) cantata da Kazuo Kumakura (1ª serie)
2. Gegege no Kitaro cantata da Yoshi Ikuzo (3ª serie)
3. Gegege no Kitarō cantata da Ukadan (4ª serie)
4. Gegege no Kitarō cantata da Shigeru Izumiya (5ª serie)
5. Mononoke Dance (モノノケダンス) cantata da by Denki Groove

Sigle di chiusura
1. Gegege no Kitaro cantata da Midori Kato (1ª serie)
2. Kitaro Nai Nai Ontou cantata da Kazuo Kumakura (1ª serie)
3. Obakega Ikuzo~! cantata da Yoshi Ikuzo (3ª serie)
4. Karankoron no Uta (カランコロンのうた) cantata da Ukadan (4ª serie)
5. Urameshiya (ウラメシ夜) cantata da Hidekazu Nagai (5ª serie, eps 1-26)
6. Yōkai Yokocho Gegege Bushi (妖怪横丁ゲゲゲ節) cantata da Jun'ichi Suwabe (5ª serie, eps 27-)
7. Snow Tears cantata da Shoko Nakagawa

### Film d'animazione
Diversi film sono stati prodotti sull'anime di Kitaro dei cimiteri. Essendo i film, come tutte le serie animate, inediti in Italia, i titoli italiani sotto riportati sono semplicemente traduzioni letterali e quindi non ufficiali.
Film basati su episodi della serie televisiva:
- 21 luglio 1968: Gegege no Kitarō (ゲゲゲの鬼太郎?) (Una rivisitazione degli episodi 5-6 della prima serie)
- 12 luglio 1980: Gegege no Kitarō: L'occhio che vede tutto (ゲゲゲの鬼太郎 地相眼,?, Gegege no Kitarō Chisōme) (Rivisitazione dell'episodio 37 della seconda serie)

Film basati su storie originali legati alla terza serie televisiva (rappresentano storie nuove):
- 21 dicembre 1985: Gegege no Kitarō: L'armata Yōkai[9] (ゲゲゲの鬼太郎 妖怪軍団?, Gegege no Kitarō Yōkai Gundan)
- 15 marzo 1986: Gegege no Kitarō: La grande guerra Yōkai (ゲゲゲの鬼太郎 妖怪大戦争?, Gegege no Kitarō Yōkai Dai Sensō)
- 12 luglio 1986: Gegege no Kitarō: Il più forte esercito Yōkai! Sbarco in Giappone!! (ゲゲゲの鬼太郎 最強妖怪軍団! 日本上陸!!,?, Gegege no Kitarō Saikyō Yōkai Gundan! Nihon Jōriku!!)
- 20 dicembre 1986: Gegege no Kitarō: Duello!! La grande ribellione dello Yōkai multi-dimensionale (ゲゲゲの鬼太郎 激突!! 異次元妖怪の大反乱,?, Gegege no Kitarō Gekitotsu!! Ijigen Yōkai no Dai Hanran)

Film basati su storie originali legati alla quarta serie televisiva:
- 6 luglio 1996: Gegege no Kitarō: Il grande kaiju (ゲゲゲの鬼太郎 大海獣,?, Gegege no Kitarō Dai Kaijū)
- 8 marzo 1997: Gegege no Kitarō: L'Obake Nighter (ゲゲゲの鬼太郎 お化けナイター?)
- 12 luglio 1997: Gegege no Kitarō: Yōkai express! Il treno fantasma (ゲゲゲの鬼太郎 妖怪特急! まぼろしの汽車,?, Gegege no Kitarō Yōkai Tokkyū! Maboroshi no Kisha)

Film basati su storie originali legati alla quinta serie televisiva:
- 20 dicembre 2008: GeGeGe no Kitarō The Movie: Il giappone esplode!! (劇場版 ゲゲゲの鬼太郎 日本爆裂!!?, Gekijōban GeGeGe no Kitarō Nippon Bakuretsu)
- 17 novembre 2023: Kitarou la nascita: il mistero di GeGeGe (鬼太郎誕生 ゲゲゲの謎 Kitarō Tanjō: Gegege no Nazo), prequel della serie GeGeGe no Kitaro (2018).

### Film in lingua inglese
Nel 2009, William Winckler Productions ha prodotto due film di montaggio della serie televisiva del 1996 doppiati in lingua inglese ed intitolati Kitaro's Graveyard Gang e Kitaro's Graveyard Gang 2. Il produttore William Winckler, conosciuto per Tekkaman the Space Knight, ha scritto, prodotto e diretto i film, che sono stati trasmessi anche in Giappone. L'attore Butch Patrick, che interpretava Eddie Munster nella serie televisiva I mostri ha doppiato uno dei protagonisti.

### Film dal vivo
Nel 2007 la Shochiku ha prodotto un film con attori in carne ed ossa intitolato Kitaro dei cimiteri - Il film diretto da Katsuhide Motoki e con Eiji Wentz nei panni di Kitaro. Il film è stato distribuito nei cinema giapponesi il 28 aprile 2007. Il film ha avuto un sequel, prodotto l'anno successivo ed intitolato Kitaro e la maledizione del millennio. Entrambi i film sono arrivati in Italia su Man-ga (canale 149 di SKY Italia) in lingua originale con i sottotitoli in italiano, tra aprile e giugno 2015.

### Videogiochi
- Gegege no Kitarō: Youkai Dai Makyou, per Famicom (1986, Bandai)
- Gegege no Kitarō 2, per Famicom (1987, Bandai)
- Gegege No Kitarō: Fukkatsu! Tenma Daiou, per Super Famicom (1993, Bandai)
- Gegege no Kitarō, per Game Boy (1996, Bandai)
- Gegege No Kitarō: Gentōkaikitan, per Sega Saturn (1996, SEGA)
- Gegege No Kitarō: Youkai Donjara, per Super Famicom (1996, Bandai) (requires Sufami Turbo)
- Gegege no Kitarō: Noroi no Nikuto Katachi Tachi, per PlayStation (1997, Bandai)
- Hissatsu Pachinkostation now 5 Gegege No Kitarō, per PlayStation (2000, Sunsoft)
- Gegege no Kitarō for Microsoft Windows (2003, Unbalance)
- Gegege no Kitarō: Ibun Youkaitan, per PlayStation 2 (2003, Konami)
- Gegege no Kitarō: Kiki Ippatsu! Youkai Rettou, per Game Boy Advance (2003, Konami)
- Gegege no Kitarō: Gyakushuu! Youkai Daichisen, per PlayStation (2003, Konami)
- Gegege no Kitarō: Youkai Daiundoukai, per Wii (2007, Namco Bandai)
- Gegege no Kitarō Pachislo slot machine made by Sammy
- Gegege no Kitarō: Youkai Daigekisen, per Nintendo DS (2008, Bandai)

### Citazioni
Il manga e la sigla dell'anime hanno ispirato la traccia 14 dell'album Museica del cantautore Caparezza, intitolata Kitaro.